# Un nen espera
Un nen espera (títol original en anglès: A Child is Waiting) és una pel·lícula estatunidenca, la tercera dirigida per John Cassavetes després de Too Late Blues i abans de Faces, estrenada el 1963. Ha estat doblada al català.

## Argument
Ted Widdicombe confia el seu fill Reuben, que considera com endarrerit, a càrrec de la clínica del doctor Matthew Clark, que acull endarrerit mentals, autistes i trisòmics. Dos anys passen sense que el nen hagi fet cap progrés, continua sent rebel i refusa integrar-se a totes les formes de grup. Jean Hansen, una música desenganyada, és contractada a la clínica per sessions de musicoteràpia. Enganxa aviat a Reuben, i vol, contra l'opinió del doctor, conèixer els pares, ja que percep que sens dubte, conscientment o no, han llençat el seu fill. Troba Sophie, la mare que es nega categòricament a veure el seu fill.
Llavors hi ha l'enfrontament entre el doctor i la seva empleada. Reuben fuig, però el troben. Jean Hansen prepara un espectacle musical on arribarà a captar l'interès del nen, al si de la petita tropa teatral, i renunciarà a voler establir un vincle privilegiat, però fusional. L'espectacle té lloc davant els pares, entre els quals Ted, que, molt colèeric, havia vingut a retirar el seu fill de l'Institut, i el veu capaç de mantenir el seu paper a l'obra. Al final de la pel·lícula, el doctor confia l'acollida del nou nou vingut a Jean Hansen.

## Repartiment
- Burt Lancaster: Doctor Matthew Clark
- Judy Garland: Jean Hansen
- Gena Rowlands: Sophie Widdicombe
- Steven Hill: Ted Widdicombe
- Paul Stewart: Goodman
- Gloria McGehee: Mattie, Professor
- Lawrence Tierney: Douglas Benham
- Bruce Ritchey: Reuben Widdicombe
- John Marley: Holland

## Context, rodatge i acollida del film
John Cassavetes persegueix amb aquesta pel·lícula aproximar-se a les grans companyies començat amb  Too Late Blues  i la Paramount Pictures. Aquesta pel·lícula serà produïda per Stanley Kramer per United Artists. La confrontació entre el cineasta i el productor anirà ràpidament al desastre. Stanley Kramer signarà el final per una pel·lícula en la qual John Cassavetes no reconeix les seves intencions: «La diferència principal entre el meu muntatge i el de Stanley Kramer és aquesta: el seu muntatge afirma que els nens retardats s'han de quedar en institucions especialitzades, i la pel·lícula que he rodat insisteix en el fet que aquells nens són millor a la seva pell que molts adults sans de cos i d'esperit. ». Aquesta versió, negada pel seu autor, és evidentment l'única que subsisteix avui.
El càsting és brillant: Burt Lancaster fa el paper del doctor. Pel que fa a Judy Garland al paper de Jean Hansen, roda la seva última pel·lícula com a actriu dramàtica. Seguiran una comèdia musical,  I Could go on Singing  i  La Vall de les nines , de la qual seran suprimides les seves escenes.
En la gravació, els debats són vius sobre els diagnòstics diferencials a portar als autistes i als endarrerits, fins i tot als trisòmics, que en efecte estan barrejats en aquesta institució. Un ressò de les teories de Bruno Bettelheim és fins i tot explícitament present en una rèplica del doctor a Jean «Love is not enough  / L'amor no en té prou», títol d'una cèlebre obra d'aquest psicoanalista, aparegut el 1950.
Malgrat el càsting i les intervencions violentes de Stanley Kramer, la pel·lícula coneixerà un ressonant fracàs comercial, una aposta definitiva de Cassavetes pels desitjos del seu productor, i una subestimació de les seves grans qualitats cinematogràfiques: enquadraments i composicions extremadament polides, un treball de gran proximitat amb els nens, la construcció en dues escenes (la institució a l'interior i la parella de pares que es desfà, a l'exterior), i una intenció documental més manifesta que a les seves altres pel·lícule. Així es tanca de nou el parèntesi hollywoodià de John Cassavetes, que, amb la seva pel·lícula següent  Faces , tornarà cap al seu equip i en el cinema independent.
Es retindrà finalment que aquesta pel·lícula obre la participació de Gena Rowlands a les pel·lícules de l'home amb qui es va casar el 1954 i amb qui passarà tota la seva vida. Rodaran junts altres sis pel·lícules.